# Bomarkstjärnet
Bomarkstjärnet är en sjö i Dals-Eds kommun i Dalsland och ingår i Göta älvs huvudavrinningsområde. Sjön är 32,5 meter djup, har en yta på 0,397 kvadratkilometer och är belägen 117,9 meter över havet.

## Delavrinningsområde
Bomarkstjärnet ingår i det delavrinningsområde (655657-127164) som SMHI kallar för Rinner till 659270-127649. Medelhöjden är 147 meter över havet och ytan är 30,05 kvadratkilometer. Det finns inga avrinningsområden uppströms utan avrinningsområdet är högsta punkten. Stamnåraälven som avvattnar avrinningsområdet har biflödesordning 3, vilket innebär att vattnet flödar genom totalt 3 vattendrag innan det når havet efter 247 kilometer. Avrinningsområdet består mestadels av skog (62 procent). Avrinningsområdet har 141,99 kvadratkilometer vattenytor vilket ger det en sjöprocent på 27,5 procent.